# Karius og Baktus
Karius og Baktus (in italiano: "Karius e Baktus") è un racconto per bambini scritto e illustrato dall'autore norvegese Thorbjørn Egner. Il libro è stato pubblicato per la prima volta nel 1949 e cinque anni dopo, nel 1954, Ivo Caprino, regista norvegese di origini italiane, ne fece un cortometraggio animato della durata di 15 minuti, presentato al festival di Cannes. Negli anni, il libro è stato tradotto nelle diverse lingue scandinave, in tedesco e in inglese, con la prima versione pubblicata negli Stati Uniti d'America nel 1986.

## Trama
I personaggi principali del racconto sono Karius e Bactus, due piccoli "troll dei denti", i cui nomi sono derivati dalle parole "carie" e "batterio", che vivono fra i denti di un bambino di nome Jens. I due, rappresentati come ragazzini con i vestiti pieni di toppe e con i capelli scarmigliati, Karius, il maggiore, castano, e Baktus, il minore, dai capelli rossi, fanno la bella vita, specialmente quando Jens mangia pane bianco e marmellata e poi non si lava i denti, e, lavorando di martello e scalpello, arrivano perfino a costruirsi delle abitazioni nei denti del bambino, il quale un giorno comincia a lamentarsi per il mal di denti. Alla fine, quindi, le loro case vengono distrutte dal trapano del dentista e i due finiscono giù per il lavandino dopo essere stati sciacquati fuori dalla bocca di Jens, il quale ora, avendo imparato l'importanza di utilizzare lo spazzolino da denti, ha iniziato a prendersi cura della propria igiene orale.
Alcuni anni dopo la prima edizione, Egner dovette correggere il finale. Molti piccoli lettori erano infatti rimasti dispiaciuti per la fine dei due piccoli troll, spariti giù per lo scarico del lavandino, e così, nella scena finale dell'ultima versione pubblicata, si vedono i due fratelli che vagano su una zattera alla ricerca di una nuova bocca da abitare.

## Nella cultura di massa
La storia di Karius e Baktus, con le sue divertenti illustrazioni e il suo importante messaggio sulla prevenzione, è diventata un classico della letteratura per ragazzi norvegese. Sin dalla sua prima pubblicazione, l'idea dei "troll dei denti" è stata utilizzata come strumento pedagogico per insegnare a generazioni di bambini scandinavi l'importanza di mantenere una buona igiene orale.